# مروى الشابي
مروى الشابي (ولدت في 30 ديسمبر 1986 في تونس) هي لاعبة كرة قدم  لعبت موسم مع فريق مدينة كيبيك أميرال. كانت لاعب خط الوسط للفريق الوطني لكرة القدم في تونس ونادي تونس للطيران.

## الأندية
2004-2009: نادي تونس للطيران في تونس
2009: فريق مدينة كيبيك أميرال
2010: نادي تونس للطيران في تونس
2010-2011: فريق لافال روج إت أور "  Laval Rouge et Or  " في مدينة كيبيك التابع لاتحاد الطلاب الرياضي.